# Funeral for Yesterday
| Críticas profissionais | Críticas profissionais |
| Avaliações da crítica  | Avaliações da crítica  |
| Fonte                  | Avaliação              |
| ---------------------- | ---------------------- |
| allmusic               | link                   |

Funeral for Yesterday é o quarto álbum de estúdio da banda Kittie, lançado em 20 de fevereiro de 2007.

## Faixas
1. "Funeral for Yesterday" — 3:24
2. "Breathe" — 3:11
3. "Everything That Could Have Been" — 4:43
4. "Slow Motion" — 3:55
5. "Will to Live" — 3:18
6. "Never Again" — 3:49
7. "Sweet Destruction" — 2:25
8. "Summer Dies" — 3:53
9. "Flower of Flesh and Blood" — 2:14
10. "Around Your Heart" — 2:56
11. "This Too Shall Pass" — 3:07
12. "Last Goodbye" — 2:38
13. "Witch Hunt" — 4:01
14. "The Change" — 3:57

## Desempenho nas paradas musicais
| Parada musical (2007)                   | Posição |
| --------------------------------------- | ------- |
| Estados Unidos - Top Independent Albums | 7       |
| Estados Unidos - Billboard 200          | 101     |